# Klaus Gärtner (Bildhauer)
Klaus Gärtner (* 3. August 1957 in Duisburg) ist ein deutscher Bildhauer.

## Leben
Gärtner studierte von 1976 bis 1984 an der Staatlichen Kunstakademie Düsseldorf und war dort Meisterschüler. In den Jahren 1979 bis 1982 war er Mitarbeiter des kunstsoziologischen Forschungsprojekts „Künstler in der Gesellschaft. Eine empirische Untersuchung.“.

## Werk
Klaus Gärtners Skulpturen befinden sich auf der Schnittstelle zwischen Bildhauerei, Architektur und öffentlichem Raum. Er geht in seinem künstlerischen Ansatz von genauen topographischen Situationen aus, transformiert diese auf unterschiedlichste Weise und überlagert sie mit vorhandenen, möglichen oder gar utopischen Räumen.(...) Dies realisiert er mit plastischen Modellen, computergenerierten Situationen und Computeranimationen.

„Der Krefelder Künstler Klaus Gärtner, Jahrgang 1957, nutzt eigens geschaffene Architekturmodelle als Ausgangspunkt für seine Skulpturen und Installationen. In der Regel handelt es sich um real vorhandene Architekturen, die nach kartografischem oder topografischem Material angefertigt werden, wobei Klaus Gärtner die Modelle grundsätzlich rudimentär belässt. (…) Über die materielle Präsenz führen die Arbeiten von Klaus Gärtner in eine visionäre Welt, in der tatsächliche Schranken überwunden werden, dadurch, dass sich unmögliche Möglichkeiten offenbaren.“

## Auszeichnungen
Klaus Gärtner wurde 1992 mit dem Villa-Romana-Preis ausgezeichnet. Weitere Preise waren das Ringenbergstipendium des Landes NRW (1986), das Arbeitsstipendium des Kunstfonds e.V. Bonn (1988), der Jugendkulturpreis des DGB, Düsseldorf (1989) sowie ein Projektstipendium Eurocreation, Paris (1990).

## Ausstellungen (Auswahl)

### Einzelausstellungen
- 1983: Klaus Gärtner – Reliefs und Grafik; Kunstverein Xanten e. V. (KUX), Xanten
- 1991: Klaus Gärtner; Kulturform Alte Post, städtische Galerie Neuss, Neuss
- 1993: Klaus Gärtner; Kunstverein Freiburg, Freiburg
- 1998: Klaus Gärtner, skulpturale Hypothesen; Museum Goch, Goch
- 1998: Klaus Gärtner, skulpturale Hypothesen; Kunstmuseum Heidenheim, Heidenheim
- 1999: Klaus Gärtner – skulpturale Hypothesen; Kunstmuseum Mülheim an der Ruhr, Mülheim an der Ruhr
- 2000: SkulpturKonzept; Kunstverein Region Heinsberg, Heinsberg – Unterbruch
- 2005: Klaus Gärtner – Architektur-Transformationen; Städtische Galerie Villa Zanders, Bergisch Gladbach

### Gruppenausstellungen
- 1990: Skulpturenpark Wuppervorsperre, Wuppervorsperre, Hückeswagen
- 1990: Der Deutsche Künstlerbund in Berlin 1990; Projektraum Deutscher Künstlerbund, Berlin
- 1992: Tendenzen aktueller Skulptur; Kampnagel, Hamburg
- 2001: Museumsfragmente / Ein Vorschlag zur Kunst im öffentlichen Raum; Nassauischer Kunstverein, Wiesbaden
- 2005: Via Senese – 100 Jahre Villa Romana; Fuhrwerkswaage Kunstraum, Köln
- 2006: Jamboree; Museum Goch, Goch
- 2010: Local Poetry; Kunstverein Bellevue-Saal, Wiesbaden
- 2018: Die Grosse Kunstausstellung NRW Düsseldorf 2018; Stiftung Museum Kunstpalast, Düsseldorf